# Anahydrophorus cinereus
Anahydrophorus cinereus är en tvåvingeart som först beskrevs av Fabiricus 1805.  Anahydrophorus cinereus ingår i släktet Anahydrophorus och familjen styltflugor. Inga underarter finns listade i Catalogue of Life.